# سیزو موتاونگ
سیزو موتاونگ (انگلیسی: Sizwe Motaung; ۷ ژانویهٔ ۱۹۷۰ – ۱۶ اوت ۲۰۰۱) بازیکن فوتبال اهل آفریقای جنوبی بود.
وی همچنین در تیم ملی فوتبال آفریقای جنوبی بازی کرده‌است و با این تیم قهرمان جام ملت‌های آفریقا ۱۹۹۶ شد.